# Lake Ballingall
Der Lake Ballingall ist ein Stausee im Südwesten des australischen Bundesstaates Western Australia. Der Staudamm ca. 15 km nördlich von Collie wurde in den 1990er-Jahren gebaut, um die Versalzung des Wellington Reservoirs am Collie River zu vermindern. Außerdem ist er zusätzlicher Stauraum für Trinkwasser für die Städte der Wheatbelt-Region.